# ۳۱ گاوران
۳۱ گاوران یک ستاره است که در صورت فلکی گاوران قرار دارد.